# Poa borneensis
Poa borneensis är en gräsart som beskrevs av Pieter Jansen. Poa borneensis ingår i släktet gröen, och familjen gräs. Inga underarter finns listade i Catalogue of Life.